# Vor Frue Sogn (Kalundborg Kommune)
Vor Frue Sogn ist ein Kirchspiel (dänisch Sogn) auf der dänischen Insel Seeland. Von den 16.486 Einwohnern der Stadt Kalundborg leben 6011 Menschen im Kirchspiel.

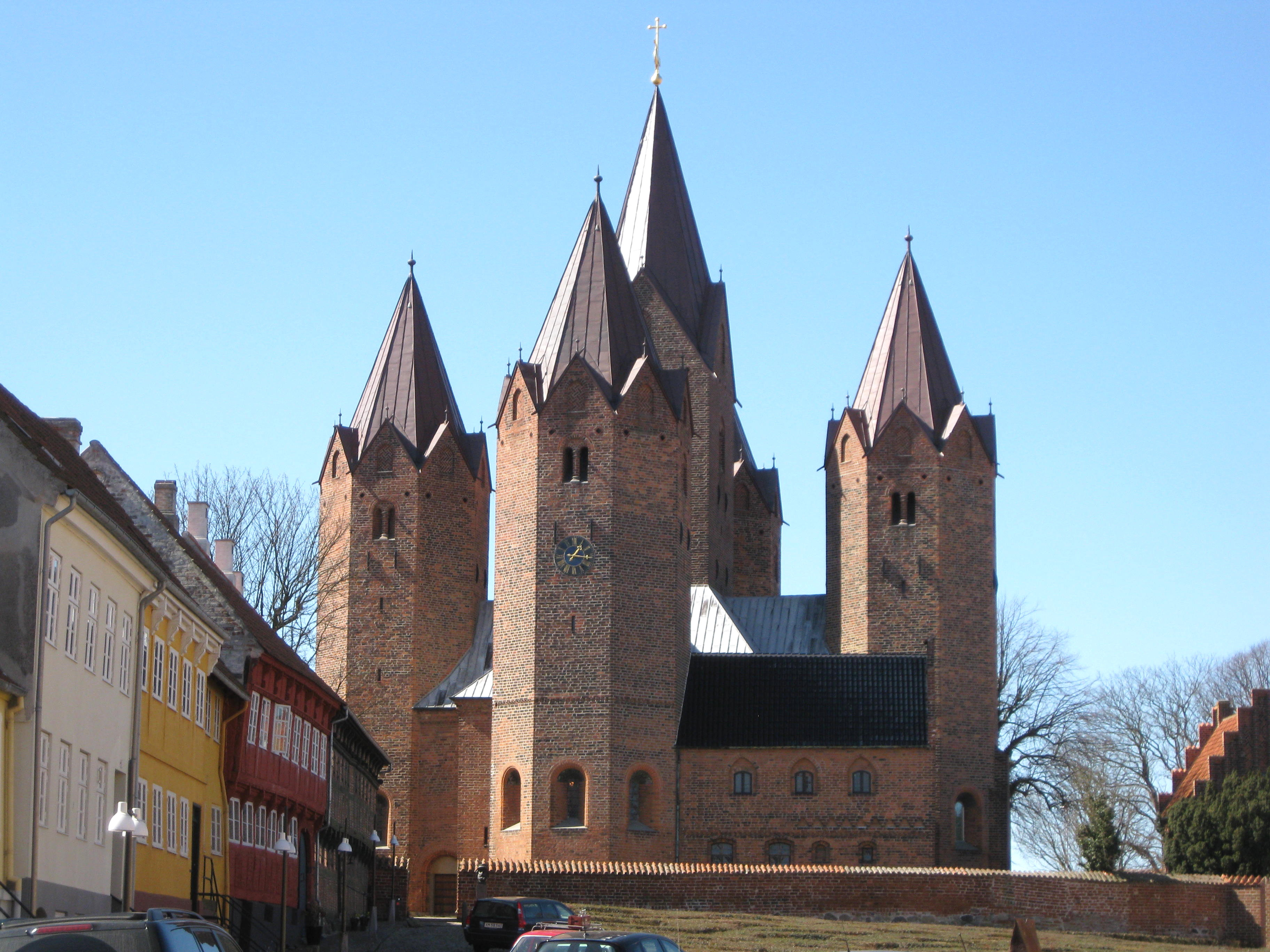
Vor Frue Kirke (Kalundborg)

Bis 1970 gehörte Vor Frue Sogn zur Harde Ars Herred in Holbæk Amt, danach lag es in der Kalundborg Kommune in Vestsjællands Amt. Seit der Kommunalgebietsreform 2007 liegt es in der Kalundborg Kommune, Region Sjælland.
Nachbargemeinden sind im Norden Raklev Sogn, im Osten Nyvang Sogn und Tømmerup Sogn.